# 蔡淮
蔡淮（1560年—？），字弘甫，號念質，福建泉州府晉江縣人，鹽籍，明朝政治人物。

## 生平
萬曆七年（1579年）己卯福建鄉試七十七名，萬曆十四年（1586年）丙戌科會試一百五十二名，登三甲第五十五名。刑部观政，任廣東東莞縣知縣。

## 家族
曾祖蔡祥；祖父蔡登；父蔡鑑。母曾氏。慈侍下。兄蔡秀、蔡潤、蔡澤、蔡满。